# Dag Larsen
Dag Larsen född 11 april 1952, är en norsk författare. Han har skrivit dikter, romaner och barnböcker. Dag Larsen var ledare för festivalen Son Poesidager från 1993 till 2000, och ledare för Norske barne- og ungdomsbokforfattere (NBU) från 1998 till 2004. Han är från 2006 projektledare för Norsk barnebokinstitutts författarutbildning.